# FunderMax

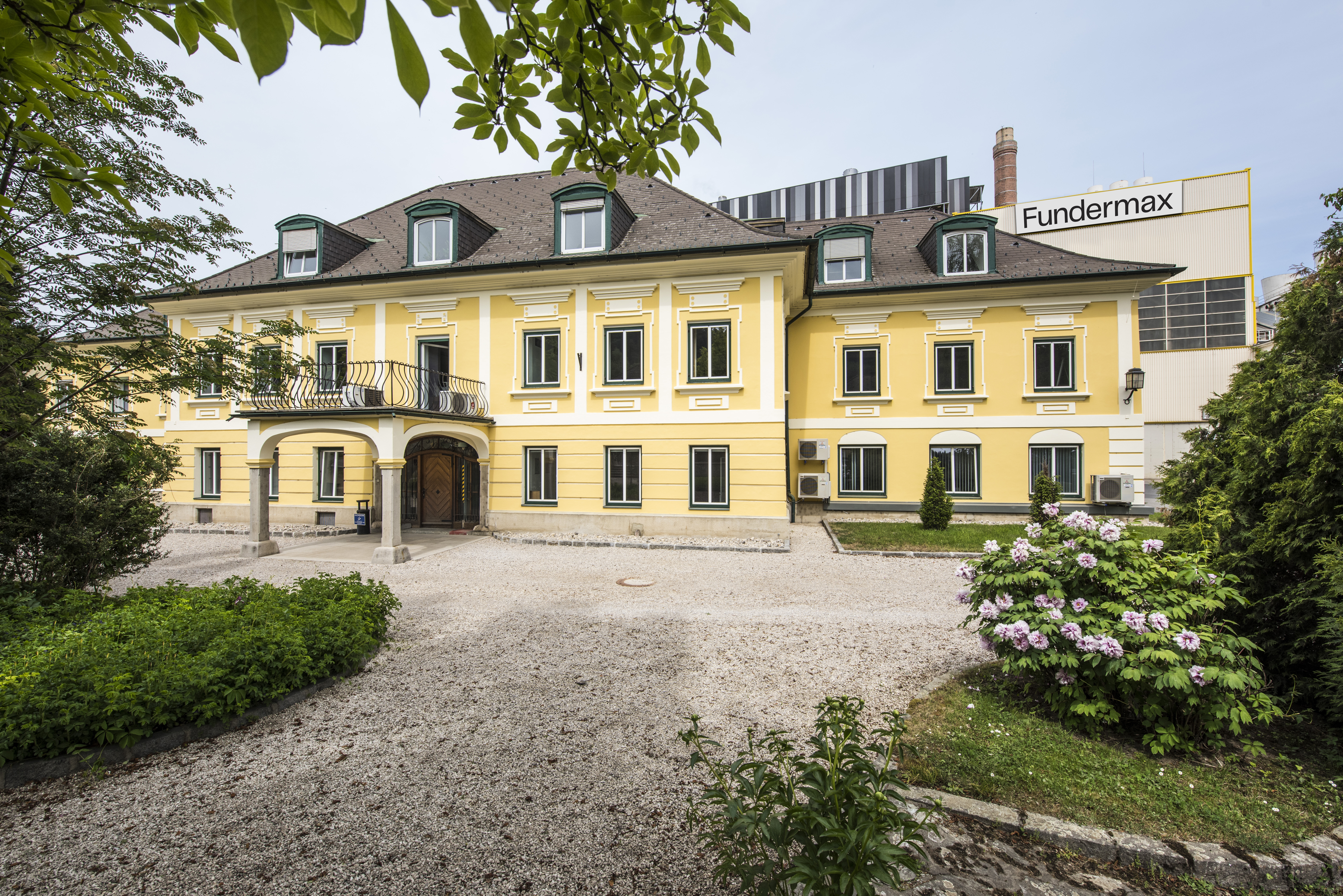
Fundermax Firmensitz in St. Veit an der Glan

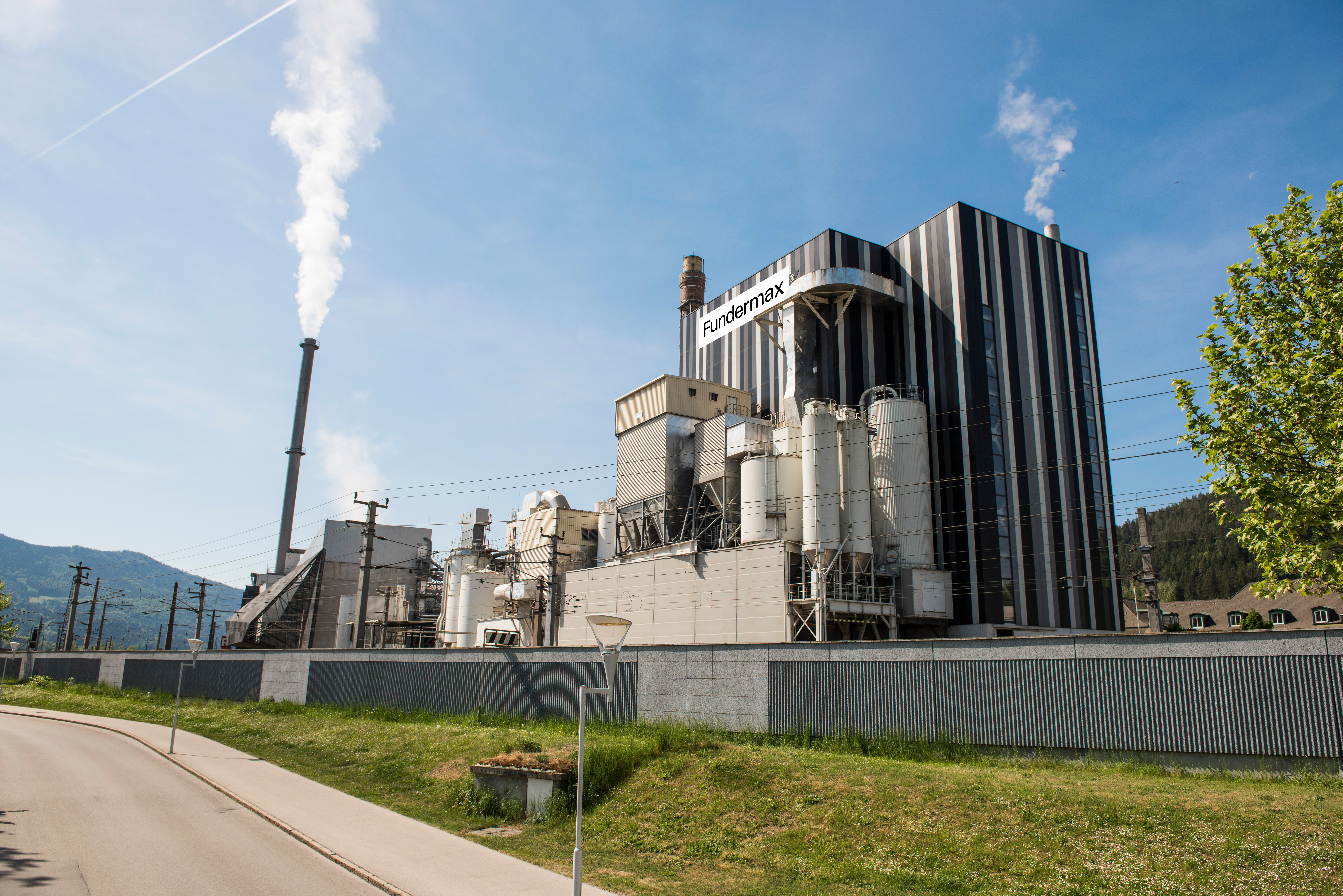
Fundermax-Werk in Glandorf (Sankt Veit an der Glan)

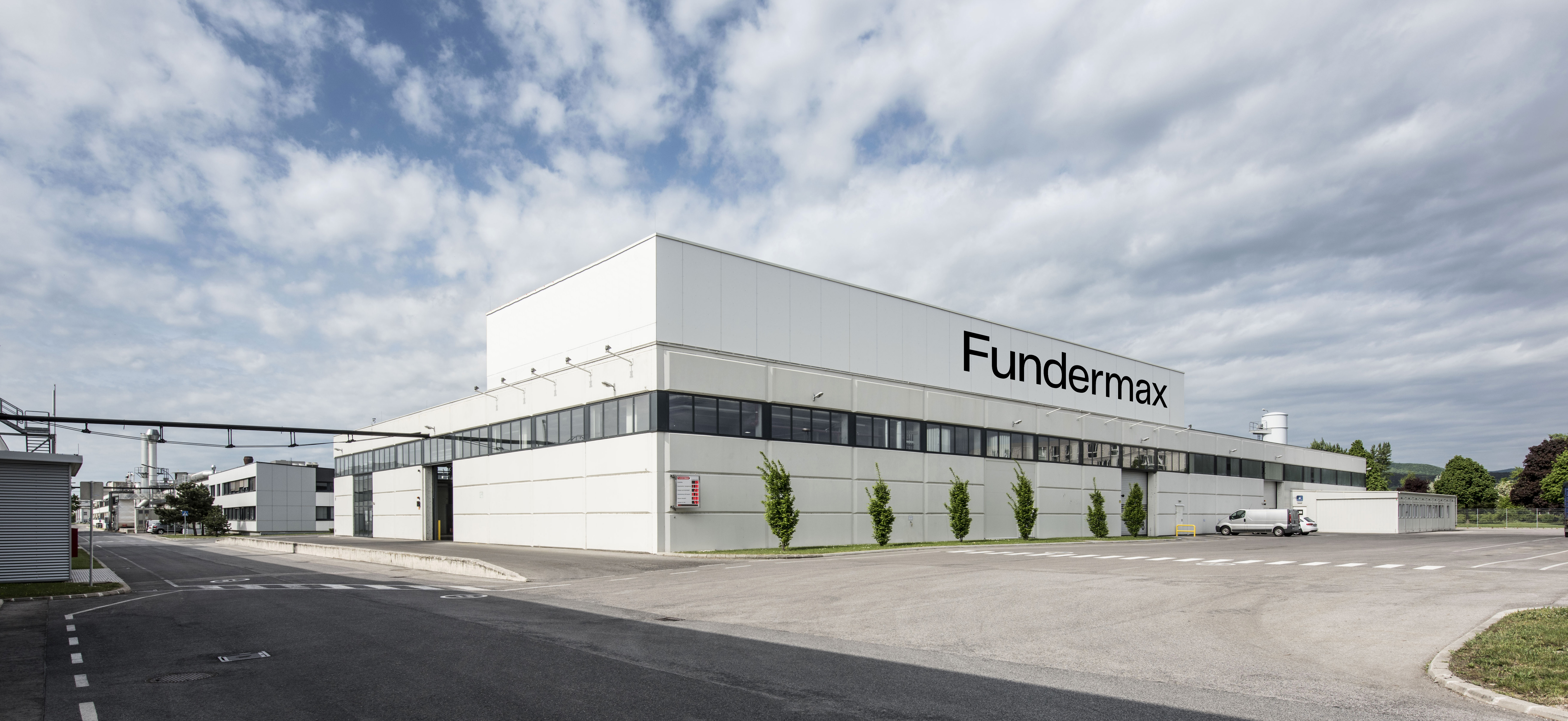
Fundermax-Werk in Wiener Neudorf

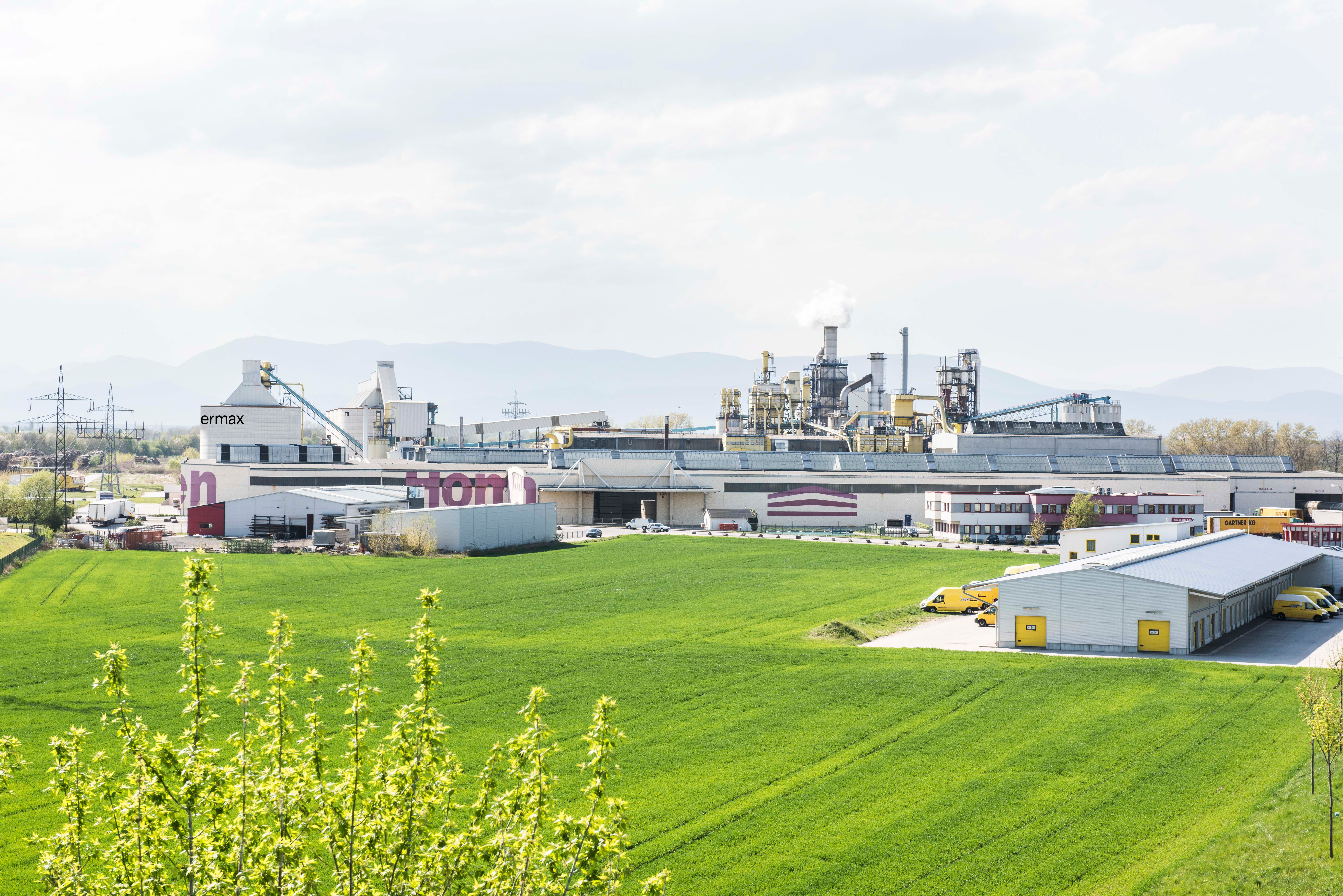
Fundermax-Werk in Neudörfl

Fundermax GmbH, vormals Funder Industrie GmbH, ist ein ursprünglich 1890 gegründetes Unternehmen der holzverarbeitenden Industrie mit Sitz in Glandorf, heute ein Stadtteil von St. Veit an der Glan (Kärnten).

## Karl Funder
Der Unternehmensgründer Karl Funder (* 15. Oktober 1866; † 10. Oktober 1943) erwarb 1890 sein erstes Sägewerk. 1911 erweiterte er es um eine Papierfabrik in Pöckstein-Zwischenwässern und um weitere Sägewerke. 1943 gründete Funder das erste Holzfaserplattenwerk in St. Veit. Massive Bombenangriffe der Alliierten (der letzte am 21. März 1945) zerstörten das Werk völlig.
Funder stand als einer der größten Finanziers der nationalsozialistischen Bewegung im Bezirk St. Veit mehrfach in der Kritik. Das ermöglichte ihm die Übernahme mehrerer jüdischer Firmen.

## Adolf Funder
Adolf Funder übernahm 1951 das Holzfaserplattenwerk in Glandorf. Im September 1952 wurde die Faserplattenproduktion wieder aufgenommen. Im Oktober 1952 kam es zu einer Brandkatastrophe, die das neue Werk zerstörte. Nach dem neuerlichen Wiederaufbau konnte die Produktion im Mai 1953 wieder aufgenommen werden. Es wurden Faser-, Hartfaser-, Riffel-, Leder- und Kachelplatten für den Wohnungsbau und die Möbelindustrie produziert.
Adolf Funder war auch Investor in St. Veit an der Glan und Glandorf: Er errichtete für seine Arbeiter und Angestellten Wohnungen, finanzierte das St. Veiter Hallen- und Freibad großzügig mit, baute und betrieb ein Kultur- und Veranstaltungszentrum, das „Funderhaus der Begegnung“, und trat als großzügiger Sportmäzen auf, der Weltklassefußballer wie Lothar Emmerich und Franz Hasil für Kärntner Fußballvereine finanzierte.
Von der Wirtschaftswunderzeit und Fördermillionen begünstigt, wuchs die Unternehmensgruppe bis 1976 auf 1700 Mitarbeiter und zwei Milliarden Schilling Umsatz. Der Fall des Holzfaserkartells und strategische Fehler mündeten in eine der größten Wirtschaftskatastrophen Kärntens. Am 2. März 1981 wurde mit rund zwei Milliarden Schilling Passiva das Ausgleichsverfahren über das Firmenkonglomerat eröffnet. Adolf Funder hat im Ausgleichsverfahren sein Privatvermögen eingesetzt, um den Fortbestand der Firma Funder zu sichern.
Mit einer Beschichtungsfirma in den USA belieferte Adolf Funder die ab 1981 unter dem Turnauer-Konzern zu neuer Blüte gelangte Fundergruppe.

## Funder Industrie GmbH
Die Funder Industrie GmbH war seit 1981 im Besitz der heutigen Constantia-Iso Holding AG (damals Teil der Constantia Industrieholding von Herbert Turnauer). Sie betrieb drei Werke in St. Veit an der Glan, zwei Werke in Kühnsdorf (Gemeinde Eberndorf/Kärnten) sowie ein Werk im deutschen Rudolstadt. Der Standort Kühnsdorf wurde aufgrund mangelnder Rentabilität per Ende Jänner 2006 stillgelegt.

## Fundermax
Per 1. April 2004 wurde die Funder Industrie GmbH durch die Muttergesellschaft mit der Österreichische Homogenholz GmbH (Standort: Neudörfl), dem österreichischen Marktführer bei Rohspanplatten, und kurz darauf mit der aus der Isovolta Österreichische Isolierstoffwerke AG abgespaltenene ISOMAX Dekorative Laminate AG, einem der bedeutendsten globalen Player im Bereich der dekorative Laminate, verschmolzen, woraus die neue Firmierung FunderMax entstand. Funder alleine hatte im Jahr 2003 einen Umsatz von 118 Mio. € bei einer Exportquote von 82 % und beschäftigte 477 Mitarbeiter.
2007, nach dem Abgang der Sprela GmbH und der Falco AG, erzielte die Fundermax-Gruppe mit 1100 Mitarbeitern einen Umsatz von 295 Mio. €. Die Exportquote betrug 2007 72 %.
2007 verhinderte die EU-Kommission einen Teilverkauf des Spanplattengeschäfts der österreichischen Constantia-Gruppe (Industriellenfamilie Turnauer) an die deutsche Kronospan Holding. Die Fusionskontrolle der EU-Kommission sah eine Wettbewerbsbeeinträchtigung. Die Unternehmen mussten den ursprünglich geplanten Deal insofern verändern, dass nur zwei von drei Firmen an Kronospan gehen, nämlich die Sprela GmbH in Deutschland und Falco AG in Ungarn. Fundermax, mit Werken in Wiener Neudorf (NÖ), Neudörfl (Burgenland) und St. Veit an der Glan (Kärnten), verbleibt bei Constantia. Ein Verkauf an einen anderen Konkurrenten sei vorerst nicht geplant, da sich Fundermax zuletzt gut entwickelt habe, war aus dem Konzern zu erfahren. Kronospan verpflichtete sich nach Angaben der Kommission, Fundermax innerhalb eines bestimmten Zeitraums nicht zu erwerben. Der Verkauf der Konzerntöchter Falco AG und Sprela GmbH an die deutsche Kronospan wird Anfang Oktober 2007 abgewickelt.
Kronospan Deutschland hatte schon 2006 mit der Constantia Holding einen Letter of Intent unterzeichnet. Kronospan wollte den Bereich beschichtete Spanplatten für Möbelindustrie und Fachhandel fortführen. Die Rohspanplattenfertigung in Neudörfl, die Beschichtung in St. Veit a. d. Glan (Funder Werk 2) sowie die Unternehmen Sprela in Spremberg/Deutschland (Schichtstoffe) und Falco in Ungarn (Rohspanplatte, Beschichtung, Postforming, zementgebundene Spanplatte) sollten den Besitzer wechseln. Der Markenname Fundermax hätte erhalten bleiben sollen. Die Bereiche Biofaser, Max Compact und Imprägnierte Papiere wären bei der Constantia Holding verblieben. Im Gespräch war auch die Errichtung eines Neubaus in St. Donat in der Nähe des bisherigen Werkes in Glandorf (St. Veit an der Glan).
Fundermax bleibt eigenständig erhalten und ist dem International Committee of the Decorative Laminates Industry mit Sitz in Brüssel als Mitglied angeschlossen.

## Auszeichnungen
- 2018: Staatspreis Unternehmensqualität[3]